# Abdoulaye Ndoye (basket-ball)
Ne doit pas être confondu avec Abdoulaye Ndoye, artiste plasticien sénégalais contemporain et Abdoulaye N'doye, basketteur français.
Ne doit pas être confondu avec Abdoulaye N'doye.
Pour les articles homonymes, voir Abdoulaye et Ndoye.
Abdoulaye Ndoye, né le 23 août 1995 à Dakar, République du Sénégal, est un joueur professionnel sénégalais de basket-ball. Il mesure 2,10 m et évolue aux postes de pivot et d'ailier fort.

## Biographie
En 2013, il part en France au centre de formation de la Chorale Roanne Basket. Il dispute 22 rencontres avec les espoirs et a des moyennes de 9,7 points et 6,3 rebonds en 17,6 minutes par match pour 12,8 d'évaluation.
Entre 2014 et 2016, il joue avec les espoirs de Chalon-sur-Saône et s'entraîne également avec l'équipe professionnelle. Il est dominant durant ces deux années avec 20,3 d'évaluation en 2014-2015 (13,4 points, 11,7 rebonds par match) et 19,4 en 2015-2016 (15,9 points, 9,7 rebonds par match). En février 2016, il fait une première apparition avec l'équipe professionnelle en jouant deux minutes contre l'AS Monaco.
Le 19 août 2016, il signe son premier contrat professionnel en Espagne, au Delteco GBC relégué en deuxième division espagnole. Il est entraîné par son entraîneur en équipe nationale Porfirio Fisac. En 34 matches, il a des moyennes de 5,5 points, 4,2 rebonds, 0,6 interception et 0,6 contre en 13,4 minutes par match. À la fin de la saison 2016-2017, son équipe termine première du championnat et retourne en Liga ACB, un an après l'avoir quitté.
Le 22 juin 2017, il est automatiquement éligible à la draft 2017 de la NBA mais il n'est pas sélectionné. Le 22 août 2017, il s'engage avec l'Ourense Termal, club de seconde division espagnole. En janvier 2018, avec l'un de ses coéquipiers, il rend visite aux enfants hospitalisés à l'UD Ourence. En 34 matches, il a des moyennes de 5,2 points, 4,7 rebonds, 0,7 interception et 0,4 contre en 14,5 minutes par match. À la fin de la saison 2017-2018, son équipe termine quatorzième du championnat avec 13 victoires et 21 défaites. Il n'est pas conservé pour la saison suivante.
Il retourne au Sénégal pour la saison 2018-2019 durant laquelle il joue pour le Dakar Université Club en Nationale 1.

### Sélection nationale
En juillet 2016, il participe au Tournoi de qualification olympique (TQO) avec le Sénégal.

## Statistiques

### Professionnelles
| Saison    | Équipe           | Matchs | Titul. | Min./m | % Tir | % 3pts | % LF | Rbds/m. | Pass/m. | Int/m. | Ctr/m. | Pts/m. |
| --------- | ---------------- | ------ | ------ | ------ | ----- | ------ | ---- | ------- | ------- | ------ | ------ | ------ |
| 2015-2016 | Chalon-sur-Saône | 1      | 0      | 2,0    | 0,0   | 0,0    | 0,0  | 0,00    | 0,00    | 0,00   | 0,00   | 0,00   |
| 2016-2017 | Delteco GBC      | 34     | 3      | 13,4   | 53,1  | 0,0    | 50,0 | 4,15    | 0,15    | 0,59   | 0,62   | 5,47   |
| 2017-2018 | Ourense Termal   | 34     | 2      | 14,5   | 53,1  | 0,0    | 63,6 | 4,71    | 0,18    | 0,68   | 0,44   | 5,24   |